# Хајдук у Београду
Хајдук у Београду је роман за децу савременог српског дечјег књижевника Градимира Стојковића објављена 1985. године у издању издавачке куће "Вук Караџић" из Београда. За више од тридесет година од првог издања, роман је доживео преко  двадесет издања.

## О књизи
Књига Хајдук у Београду је први део и прва написана књига од девет о Глигорију Пецикози Хајдуку. Серијал је скуп прича о одрастању, уклапању и о недоумицама младих, који у себи носи универзалне поруке о пријатељству и заједништву.

## Радња
Глигорије Пецикоза се са породицом досељава са села у Београд. Он је једноставан, искрен и скроман дечак. Доласком у велики град наступају велике промене у његовом животу. Долазак у нову школу му није нимало пријало. Глигорије је био одбачен и непожељан и осећао се усамљено, непријатно и носталгично. Врло брзо је показао добро знање, али се ипак никако није уклапао у разред. И разред га је тешко прихватао. Чак је и наставницима био чудан. Имао је несугласица са наставницом српског језика и са разредном старешином. Имао је проблема и код куће, променио је однос и са родитељима. Тата му је пуно радио и у слободно време се одмарао што је Глигорију сметало јер сада није имао времена као некад да се шали и прича са њим.
Глигорију је било све то јако тешко, размишљао је о селу, другарима са села. Једина лепа ствар која му се десила доласком у Београд јесте познанство са Весном са којом је ишао у разред и коју се заљубио. Весна га је прихватила таквог какав јесте и код њега видела много врлина, заљубила се у њега и ускоро су постали пар. Тада Григорије почиње да се мења. Све му се чинило могућим и проблеми код куће и у школи били су неважни. Временом се уклопио у разред. И проблеми код куће су постали неважни. Хајдуков живот постаје леп у великом граду; дочекао је најлепшу Нову Годину са друговима из школе, друштво га је прихватило, поправио је оцене, односи у породици су се средили.
На крају романа Весна одлази у Грчку на летовање, а Хајдук остаје у Београду где је нестрпљиво чека да се врати.
Писац је кроз низ промена, несташлука, свађа и туча, великих и малих сукоба и осталих догађаја, показао како се мења личност детета, колико су битни сви дечији немири, страхови.

## Главни ликови
- Глигорије Хајдук
- Весна Ђукић
- Хималаја
- Сања Драговић
- Влада Индијанац
- Роберта Лукић
- Ђорђе, крампус
- Зоран Савић Цоле
- Разредна
- Физичар, математичар
- Српкиња
- Тома

## Награде
| Година | Награда                                                                |
| ------ | ---------------------------------------------------------------------- |
| 1985.  | Награда за најбоље књижевно дело намењено младима „Политикин забавник” |

## Филмска адаптација
Режисер Милан Тодоровић снима филм по роману Хајдук у Београду. Пројекција филма се очекује крајем 2025. године. Сценариста филма је Милица Константиновић Станојевић уз косценаристу Градимира Стојковића.

## Позоришне представе
По тексту Градимира Стојковића, у Позоришту лутака у Нишу изводи се представа „Хајдук у Београду“, од 2010. године, када је премијерно изведена. Представу је режирао Милан Мађарев, а у њој играју глумци Позоришта лутака. 
У омладинском позоришту „Дадов“ у режији Ђорђа Марковића изводи се представа „Хајдук у Београду“ од 2023. године када је премијерно изведена.